# عطا مجابی
عطا مجابی (متولد ۱۳۶۱ -قزوین) فیلم‌نامه‌نویس، کارگردان و طراح تولید اهل ایران است. او فعالیت خود را با ساخت فیلم‌های کوتاه تجربی با ارجاعاتی بینامتنی به تاریخ سینما در آثاری همچون مردی که اینجا نبود و سینساید یا هیچ‌کس باور نمیکنه ولی پلیس‌ها بیخودی افتادن دنبال من، و همچنین ساخت فیلم‌های کوتاه سیاه و سفید در قالب ژانر نئونوآر که در آنها عناصر ژانر با معماری ایرانی تلفیق شده‌اند، آغاز کرد.
او نویسنده سریال «کاشوخین» است که با همکاری پلتفرم فیلیمو تولید شده و علاوه بر نمایش در ایران تاکنون در پلتفرم‌های توبی، فیلمین و ایندی‌فلیکس به‌نمایش درآمده است.
آخرین فیلم کوتاه مجابی با عنوان جناکات، محصول مشترک ایران و ایتالیا، علاوه بر حضور در چند جشنواره معتبر از جمله جشنواره جهانی فیلم فجر، جشنواره IN THE PALACE و جشنواره فیلم کوتاه تهران، برنده جایزه بهترین فیلمنامه اقتباسی از جشنواره فیلم کوتاه تهران شد.
مجابی برای مدت کوتاهی مدیر بخش بین‌الملل انجمن سینمای جوانان ایران و جشنواره فیلم کوتاه تهران، تنها جشنواره مورد تأیید آکادمی اسکار در ایران بود.
مجابی با چند جشنواره ملی و بین‌المللی از جمله جشنواره بین‌المللی فیلم بیکلام گلوب (GISFF)، جشنواره فیلم کوتاه تهران، جشنوارهٔ فیلم کوتاه نهال، جشنواره منطقه ای سینمای جوان به عنوان هیئت انتخاب و داوری همکاری داشته‌است.
|                                                                | نوع اثر       | نوع همکاری                        | سال ساخت | گزیده جشنواره‌ها |
| -------------------------------------------------------------- | ------------- | --------------------------------- | -------- | --- |
| جناکات                                                         | کوتاه-داستانی | کارگردان، تهیه‌کننده، فیلم‌نامه‌نویس | ۱۴۰۱     | جشنواره فیلم کوتاه تهران (برنده بهترین فیلمنامه اقتباسی) جشنواره جهانی فیلم فجر جشنواره IN THE PALACE - 2023 |
| کاشوخین                                                        | سریال         | فیلم‌نامه‌نویس                      | ۱۳۹۸     | منتخب بخش پاناراما نهمین جشنواره سریلیزادوس اسپانیا ۲۰۲۲ |
| جناکات (پیچینگ)                                                | پروژه پیچینگ  | فیلم‌نامه‌نویس، تهیه‌کننده           | ۱۳۹۸     | جایزه اول بخش بین‌الملل پیچینگ از جشنواره IN THE PALACE -2019 جایزه بخش بین‌الملل پیچینگ از جشنواره فیلم کوتاه تهران - 2019 جایزه رقابت پیچینگ کورته لو-۲۰۲۰                                                         |
| سینساید یا هیچ‌کس باور نمیکنه ولی پلیس‌ها بیخودی افتادن دنبال من | کوتاه-تجربی   | کارگردان، تدوینگر، فیلم‌نامه‌نویس   | ۱۳۹۸     | جشنواره فیلم کوتاه تهران (نامزد بهترین فیلم) -۲۰۱۹ چهل و پنجمین دوره جشنواره سیاتل- 2019 بیست و پنجمین دوره جشنواره L'etrange فرانسه-2019 دوازدهمین جشنواره فیلم کوتاه کرالا-2019                                  |
| مردی که اینجا نبود                                             | کوتاه-تجربی   | کارگردان، تدوینگر، فیلم‌نامه‌نویس   | ۱۳۹۵     | جشنواره فیلم کوتاه تهران (نامزد بهترین فیلم)-۲۰۱۶ جایزه بهترین فیلم از جشنواره فیلم‌های زیرزمینی CUZCO در کشور پرو-2016 جشنواره فیلم‌های مستقل لیتوانی-2016 نامزد دریافت جایزه از دهمین دوره جشنواره جایپور هند-2017 |
| کاما                                                           | کوتاه-داستانی | کارگردان، فیلم‌نامه‌نویس            | ۱۳۸۸     | جشنواره «پادوآ» ایتالیا-2013 جشنواره بوسان کره جنوبی-۲۰۱۳ |
| سوگند به شب                                                    | کوتاه-داستانی | کارگردان، فیلم‌نامه‌نویس            | ۱۳۸۵     | جایزه بهترین کارگردانی و بهترین تدوین از جشنواره منطقه ای سینمای جوان-2006 جشنواره فیلم کوتاه تهران-۲۰۰۶ جشن فیلم کوتاه (ایسفا) ۲۰۰۷                                                                               |